# Горенє Мрашево
Горенє Мрашево (словен. Gorenje Mraševo) — поселення в общині Ново Место, регіон Південно-Східна Словенія, Словенія. Висота над рівнем моря: 225,7 м.